# Myrmarachne russellsmithi
Myrmarachne russellsmithi är en spindelart som beskrevs av Fred R. Wanless 1978. Myrmarachne russellsmithi ingår i släktet Myrmarachne och familjen hoppspindlar. Inga underarter finns listade i Catalogue of Life.